# Авад, Луи
Луи Авад (لويس عوض; Эль-Минья, 5 января 1915, Шаруна, Эль-Минья — 9 сентября 1990, Каир) — египетский филолог и писатель.
Авад учился на филологическом факультете в Каирском университете, затем отправился в Англию в Оксфордский университет для дальнейшего образования. Он вернулся в Египет в 1941 году, где стал главой филологического факультета в Каирском университете. Авад основал египетскую научную литературную критику. В 1945—1950 годах он вместе с другими писателями, основываясь на марксистском подходе, призывал к реформе египетского общества. Эти призывы отражены в романе «Феникс». В поэтическом сборнике «Плутолэнд» он применил свободный стих, за что подвергся резкой атаке. Свою непоколебимую критическую позицию Авад сохранил после революции 1952 года. В результате он был вынужден оставить свой пост в Каирском университете в 1954 году.
В 1960 году Авад стал литературным редактором в газете «Аль-Ахрам». В 1964 году он подверг разрушительной критике высшее образование в Египте. С середины 1970-х до 1980-х годах он был консультантом Журнала Американского исследовательского центра в Египте.